# Mistrovství České republiky v lyžařském orientačním běhu 2025
Mistrovství České republiky v lyžařském orientačním běhu 2025.

## Mistrovství ČR štafet
| Datum závodu   | 18. 1. 2025 |  | Místo konání    | Benecko • centrum |  | Pořadatel       | SK Studenec |
| Ředitel závodu | Petr Junek  |  | Hlavní rozhodčí | Ondřej Paleček    |  | Stavitel tratí  | Petr Junek  |
| Název mapy     |             |  | Web závodu      | www               |  | Výsledky závodu | ORIS        |

| Zlatá medaile    | KOB Dobřichovice Ondřej Starý Ondřej Hlaváč Kryštof Průša         | 1:30:49          |                  | Zlatá medaile    | USK Praha Hana Malečková Marie Bartošová Markéta Kodejšová                   | 1:32:42          |                  |
| Stříbrná medaile | Sportovní klub ve Vrbně pod Pradědem Vojtěch Peňáz Radek Peňáz    | 1:31:47          | +0:58            | Stříbrná medaile | VSK Přírodní vědy Praha Kateřina Havelíková Anna Čechmánková Johanka Šimková | 1:32:52          | +0:10            |
| Bronzová medaile | OK Lokomotiva Pardubice Vladimír Srb Michaela Srbová Vladimír Srb | 1:35:33          | +4:44            | Bronzová medaile | Oddíl OB Kotlářka Barbora Baldrianová Simona Karochová Kristýna Kolínová     | 1:33:02          | +0:20            |
| 4                | OK Jilemnice Dan Salaba Aleš Malý Jan Kolín                       | 1:38:32          | +7:43            | 4                | SK Studenec Tereza Chrástová Magdaléna Chrástová Bára Pušová                 | 1:48:09          | +15:27           |
| 5                | OK Lokomotiva Pardubice Jan Grundmann Jan Čermák Radek Nožka      | 1:38:52          | +8:03            | 5                | KOB Dobřichovice Marie Procházková Adéla Zrníková Lucie Hlaváčová            | 1:50:51          | +18:09           |
| Pořadí           | H18 - dorostenci                                                  | H18 - dorostenci | H18 - dorostenci | Pořadí           | D18 - dorostenky                                                             | D18 - dorostenky | D18 - dorostenky |
| Zlatá medaile    | USK Praha Vojtěch Teringl Jáchym Šubrt Vilém Štrait               | 1:23:35          |                  | Zlatá medaile    | Sportcentrum Jičín Barbora Chrástová Selina Havrdová Sheila Havrdová         | 1:15:25          |                  |
| Stříbrná medaile | USK Praha Jakub Kučera Jan Daniel Elleder Štěpán Termer           | 1:31:42          | +8:07            | Stříbrná medaile | USK Praha Kateřina Kučerová Klára Zakouřilová Eva Baldrianová                | 1:16:15          | +0:50            |
| Bronzová medaile | KOS Slavia Plzeň Jakub Turek Josef Materna Štěpán Vodrážka        | 1:37:32          | +13:57           | Bronzová medaile | SPORTICUS team Lisa Kalinová Ella Kalinová Šárka Rypáčková                   | 1:37:28          | +22:03           |

Souhrnné informace naleznete v článku Mistrovství České republiky v lyžařském orientačním běhu štafet.

## Mistrovství ČR na klasické trati
| Datum závodu   | 19. 1. 2025  |  | Místo konání    | Benecko • centrum |  | Pořadatel       | SK Studenec |
| Ředitel závodu | Petr Junek   |  | Hlavní rozhodčí | Ondřej Paleček    |  | Stavitel tratí  | Petr Junek  |
| Název mapy     | Na rovinkách |  | Web závodu      | www               |  | Výsledky závodu | ORIS        |

| Zkrácené výsledky | Zkrácené výsledky    | Zkrácené výsledky                    | Zkrácené výsledky | Zkrácené výsledky | Zkrácené výsledky | Zkrácené výsledky   | Zkrácené výsledky            | Zkrácené výsledky | Zkrácené výsledky |
| Pořadí            | H21 - muži           | H21 - muži                           | H21 - muži        | H21 - muži        | Pořadí            | D21 - ženy          | D21 - ženy                   | D21 - ženy        | D21 - ženy        |
| ----------------- | -------------------- | ------------------------------------ | ----------------- | ----------------- | ----------------- | ------------------- | ---------------------------- | ----------------- | ----------------- |
| Zlatá medaile     | Kryštof Průša        | KOB Dobřichovice                     | 48:16             |                   | Zlatá medaile     | Michaela Srbová     | OK Lokomotiva Pardubice      | 57:13             |                   |
| Stříbrná medaile  | Petr Horvát          | SK Severka Šumperk                   | 49:50             | +1:34             | Stříbrná medaile  | Johanka Šimková     | SOB Olomouc (Slávia Olomouc) | 59:25             | +2:12             |
| Bronzová medaile  | Matyáš Zakouřil      | USK Praha                            | 50:56             | +2:40             | Bronzová medaile  | Kristýna Kolínová   | Oddíl OB Kotlářka            | 1:00:22           | +3:09             |
| 4                 | Radek Peňáz          | Sportovní klub ve Vrbně pod Pradědem | 51:02             | +2:46             | 4                 | Helena Randáková    | OOS TJ Spartak Vrchlabí      | 1:01:34           | +4:21             |
| 5                 | Vojtěch Peňáz        | Sportovní klub ve Vrbně pod Pradědem | 51:19             | +3:03             | 5                 | Markéta Kodejšová   | USK Praha                    | 1:01:58           | +4:45             |
| 6                 | Marek Hasman         | KOS Slavia Plzeň                     | 54:06             | +5:50             | 6                 | Lenka Voštová       | OK Slavia Hradec Králové     | 1:03:11           | +5:58             |
| 7                 | Radek Laciga         | TJ Slovan Zdravotník Praha           | 54:15             | +5:59             | 7                 | Marie Bartošová     | MLOK Mariánské Lázně         | 1:03:44           | +6:31             |
| 8                 | Ondřej Hlaváč        | KOB Dobřichovice                     | 55:08             | +6:52             | 8                 | Barbora Baldrianová | Oddíl OB Kotlářka            | 1:05:13           | +8:00             |
| 9                 | Jan Grundmann        | OK Lokomotiva Pardubice              | 56:08             | +7:52             | 9                 | Kateřina Havelíková | VSS Přírodověda Praha        | 1:06:42           | +9:29             |
| 10                | Jan Hašek            | KOS Slavia Plzeň                     | 56:37             | +8:21             | 10                | Kateřina Kašková    | OK Chrastava                 | 1:08:21           | +11:08            |
| Pořadí            | H20 - junioři        | H20 - junioři                        | H20 - junioři     | H20 - junioři     | Pořadí            | D20 - juniorky      | D20 - juniorky               | D20 - juniorky    | D20 - juniorky    |
| Zlatá medaile     | Filip Mairich        | Team Jizerky                         | 45:01             |                   | Zlatá medaile     | Hana Malečková      | USK Praha                    | 53:00             |                   |
| Stříbrná medaile  | David Daniel Elleder | USK Praha                            | 46:48             | +1:47             | Stříbrná medaile  | Lucie Hlaváčová     | KOS TJ Tesla Brno            | 54:36             | +1:36             |
| Bronzová medaile  | Antonín Svoboda      | KOS Slavia Plzeň                     | 47:38             | +2:37             | Bronzová medaile  | Eva Baldrianová     | USK Praha                    | 59:28             | +6:28             |
| Pořadí            | H17 - dorostenci     | H17 - dorostenci                     | H17 - dorostenci  | H17 - dorostenci  | Pořadí            | D17 - dorostenky    | D17 - dorostenky             | D17 - dorostenky  | D17 - dorostenky  |
| Zlatá medaile     | Marek Lesák          | OOB TJ Tatran Jablonec n. N.         | 40:35             |                   | Zlatá medaile     | Pavlína Salabová    | OK Jilemnice                 | 42:38             |                   |
| Stříbrná medaile  | Jáchym Šubrt         | USK Praha                            | 45:19             | +4:44             | Stříbrná medaile  | Barbora Chrástová   | SK Studenec                  | 42:39             | +0:01             |
| Bronzová medaile  | Jan Skácel           | Slavia Liberec orienteering          | 45:26             | +4:51             | Bronzová medaile  | Kateřina Kučerová   | USK Praha                    | 43:00             | +0:22             |

Souhrnné informace naleznete v článku Mistrovství České republiky v lyžařském orientačním běhu na klasické trati.

## Mistrovství ČR ve sprintu

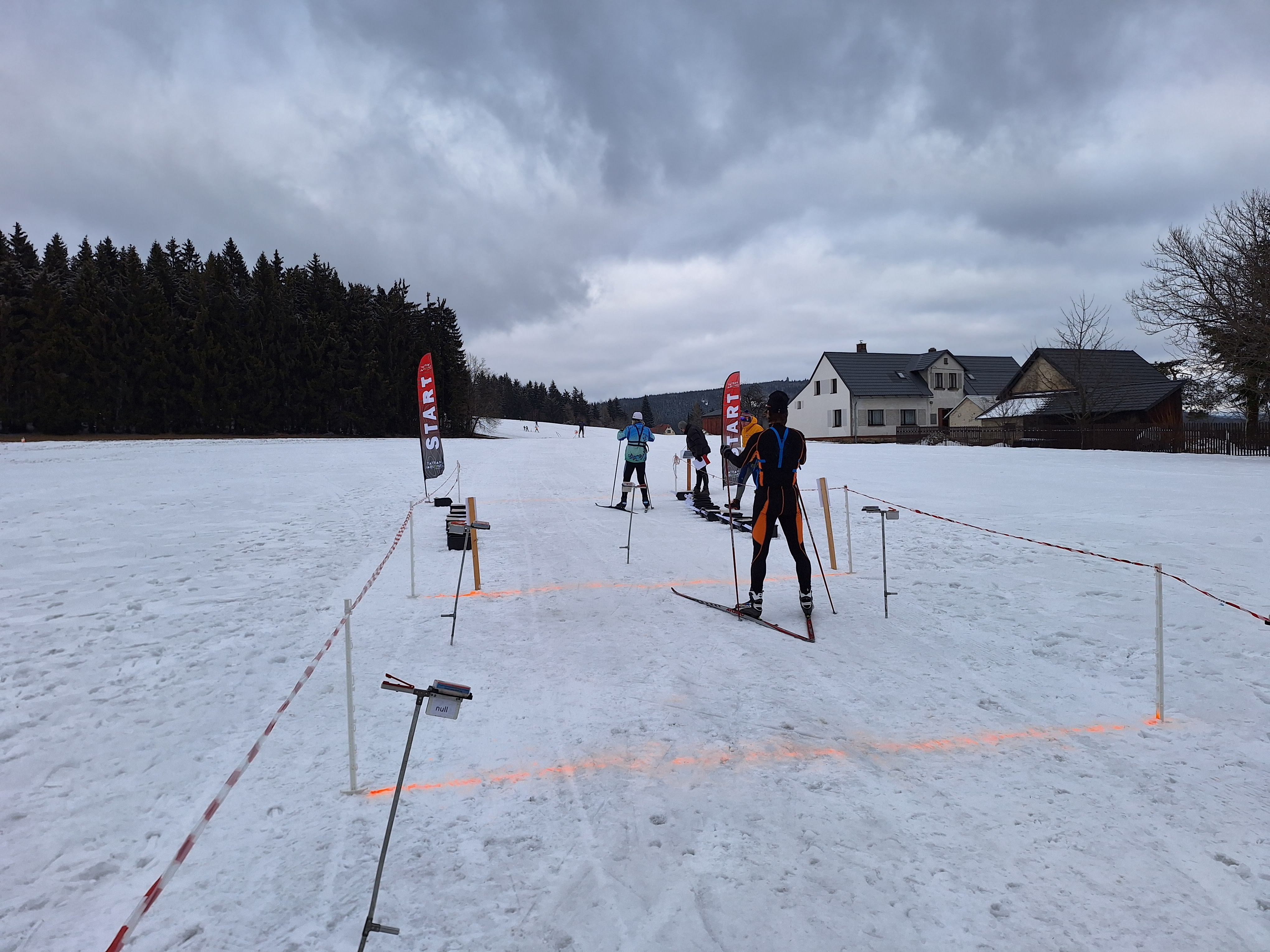
Prostor startu
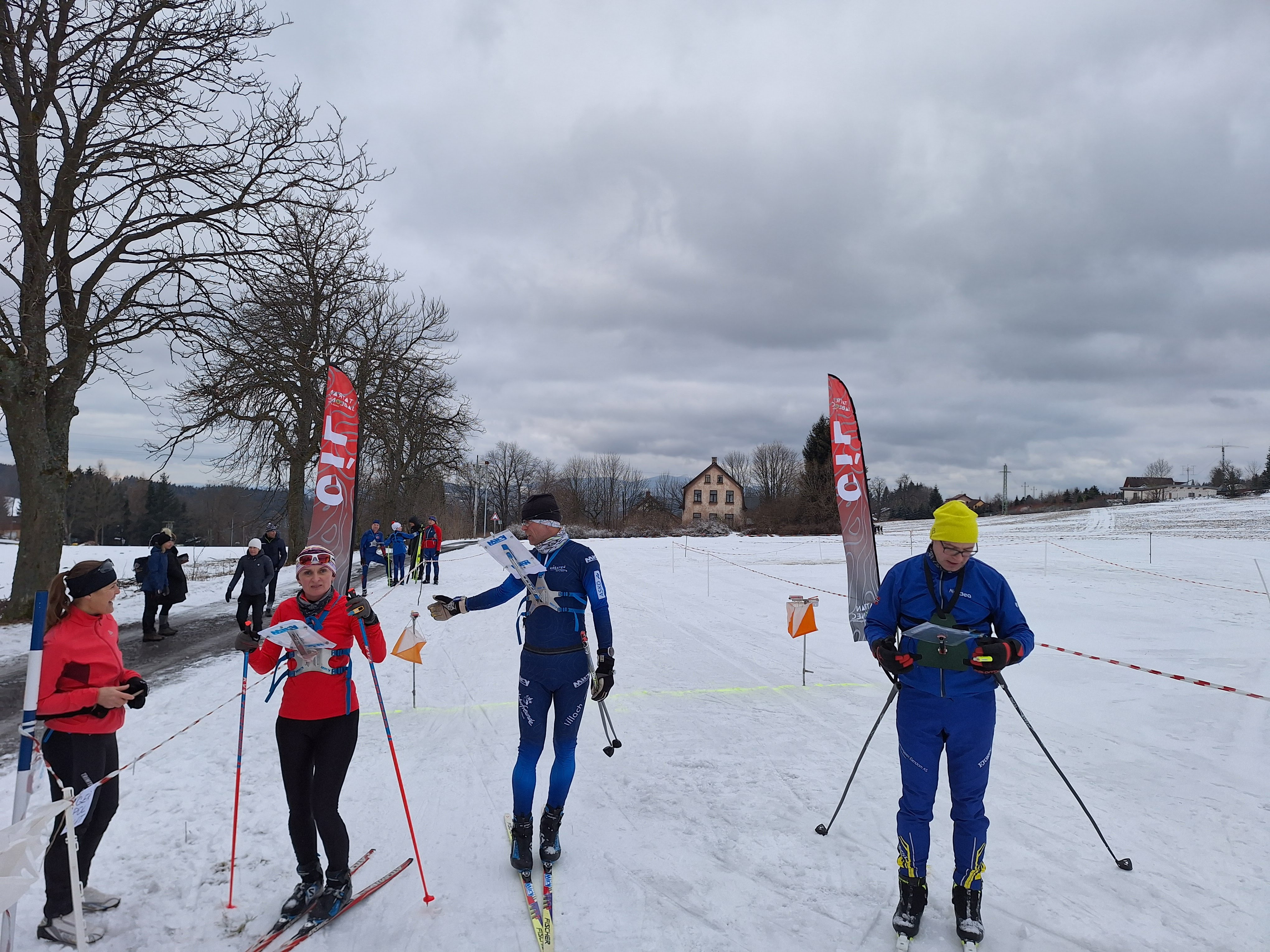
Prostor cíle

| Datum závodu   | 1. 2. 2025   |  | Místo konání    | Pěnčín • centrum |  | Pořadatel       | OOB TJ Tatran Jablonec n. N. |
| Ředitel závodu | Radovan Kunc |  | Hlavní rozhodčí | Dušan Novotný    |  | Stavitel tratí  | Josef Nagy                   |
| Název mapy     | Ledovec      |  | Web závodu      |                  |  | Výsledky závodu | ORIS                         |

| Zkrácené výsledky | Zkrácené výsledky    | Zkrácené výsledky                    | Zkrácené výsledky | Zkrácené výsledky | Zkrácené výsledky | Zkrácené výsledky   | Zkrácené výsledky            | Zkrácené výsledky | Zkrácené výsledky |
| Pořadí            | H21 - muži           | H21 - muži                           | H21 - muži        | H21 - muži        | Pořadí            | D21 - ženy          | D21 - ženy                   | D21 - ženy        | D21 - ženy        |
| ----------------- | -------------------- | ------------------------------------ | ----------------- | ----------------- | ----------------- | ------------------- | ---------------------------- | ----------------- | ----------------- |
| Zlatá medaile     | Marek Štěrba         | TJ Slovan Karlovy Vary               | 11:14             |                   | Zlatá medaile     | Anežka Hlaváčová    | KOS TJ Tesla Brno            | 00:00             |                   |
| Stříbrná medaile  | Vojtěch Peňáz        | Sportovní klub ve Vrbně pod Pradědem | 11:46             | +0:32             | Stříbrná medaile  | Tereza Pecková      | Slavia Liberec orienteering  | 00:00             | +0:00             |
| Bronzová medaile  | Radek Peňáz          | Sportovní klub ve Vrbně pod Pradědem | 11:47             | +0:33             | Bronzová medaile  | Michaela Srbová     | OK Lokomotiva Pardubice      | 00:00             | +0:00             |
| 4                 | Petr Horvát          | SK Severka Šumperk                   | 11:52             | +0:38             | 4                 | Marie Bartošová     | MLOK Mariánské Lázně         | 12:51             | +12:51            |
| 5                 | Kryštof Průša        | KOB Dobřichovice                     | 12:10             | +0:56             | 5                 | Kristýna Kolínová   | Oddíl OB Kotlářka            | 13:18             | +13:18            |
| 6                 | Matyáš Zakouřil      | USK Praha                            | 12:40             | +1:26             | 6                 | Lenka Voštová       | OK Slavia Hradec Králové     | 13:23             | +13:23            |
| 7                 | Marek Hasman         | KOS Slavia Plzeň                     | 12:59             | +1:45             | 7                 | Kateřina Havelíková | VSS Přírodověda Praha        | 13:25             | +13:25            |
| 8                 | Jan Grundmann        | OK Lokomotiva Pardubice              | 13:08             | +1:54             | 8                 | Johanka Šimková     | SOB Olomouc (Slávia Olomouc) | 13:27             | +13:27            |
| 9                 | Vojtěch Neumann      | VSS Přírodověda Praha                | 13:23             | +2:09             | 9                 | Barbora Chudíková   | OK Jihlava                   | 13:55             | +13:55            |
| 10                | Jan Hašek            | KOS Slavia Plzeň                     | 13:30             | +2:16             | 10                | Markéta Kodejšová   | USK Praha                    | 14:23             | +14:23            |
| Pořadí            | H20 - junioři        | H20 - junioři                        | H20 - junioři     | H20 - junioři     | Pořadí            | D20 - juniorky      | D20 - juniorky               | D20 - juniorky    | D20 - juniorky    |
| Zlatá medaile     | David Daniel Elleder | USK Praha                            | 11:36             |                   | Zlatá medaile     | Lucie Hlaváčová     | KOS TJ Tesla Brno            | 14:31             |                   |
| Stříbrná medaile  | Filip Mairich        | Team Jizerky                         | 11:49             | +0:13             | Stříbrná medaile  | Sheila Havrdová     | Sportcentrum Jičín           | 14:35             | +0:04             |
| Bronzová medaile  | Antonín Svoboda      | KOS Slavia Plzeň                     | 12:42             | +1:06             | Bronzová medaile  | Kateřina Štěpová    | SK Praga                     | 14:56             | +0:25             |
| Pořadí            | H17 - dorostenci     | H17 - dorostenci                     | H17 - dorostenci  | H17 - dorostenci  | Pořadí            | D17 - dorostenky    | D17 - dorostenky             | D17 - dorostenky  | D17 - dorostenky  |
| Zlatá medaile     | Marek Lesák          | OOB TJ Tatran Jablonec n. N.         | 12:04             |                   | Zlatá medaile     | Pavlína Salabová    | OK Jilemnice                 | 14:48             |                   |
| Stříbrná medaile  | Jáchym Šubrt         | USK Praha                            | 12:52             | +0:48             | Stříbrná medaile  | Pavlína Malečková   | USK Praha                    | 15:12             | +0:24             |
| Bronzová medaile  | Václav Mrkvica       | OOB TJ Zlaté Hory                    | 13:16             | +1:12             | Bronzová medaile  | Selina Havrdová     | Sportcentrum Jičín           | 15:32             | +0:44             |

Souhrnné informace naleznete v článku Mistrovství České republiky v lyžařském orientačním běhu ve sprintu.

## Mistrovství ČR ve stíhacím závodě
Mistrovství ČR ve stíhacím závodě se jelo vůbec poprvé. Do programu mistrovských závodů bylo zařazeno z důvodu zařazení této disciplíny na vrcholných evropských a světových soutěží. Závod se jel v kombinaci se sobotním MČR ve sprintu. Jako první vystartoval vítěz sprintu, startovní časy ostatních závodníků byly dány ztrátou na prvního závodníka. Závodníci s větší ztrátou než 10 minut odstartovali hromadně v čase 13 po odstartování vedoucího závodníka. Pořadí v závodě bylo dáno pořadím průjezdu závodníků cílem. Stíhací závod se jel na dva podobné okruhy, které byly ještě částečně farstovány.

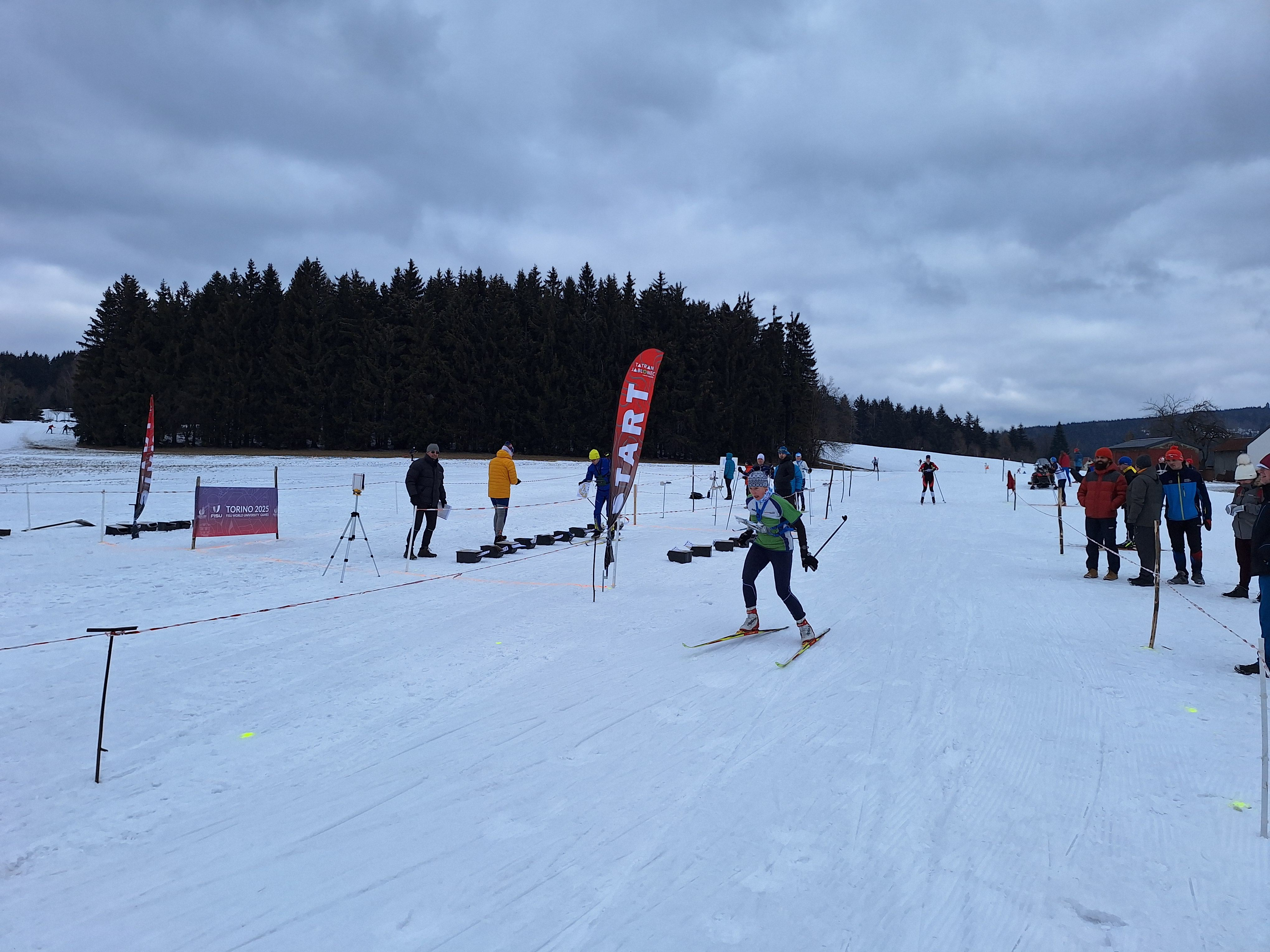
Prostor startu
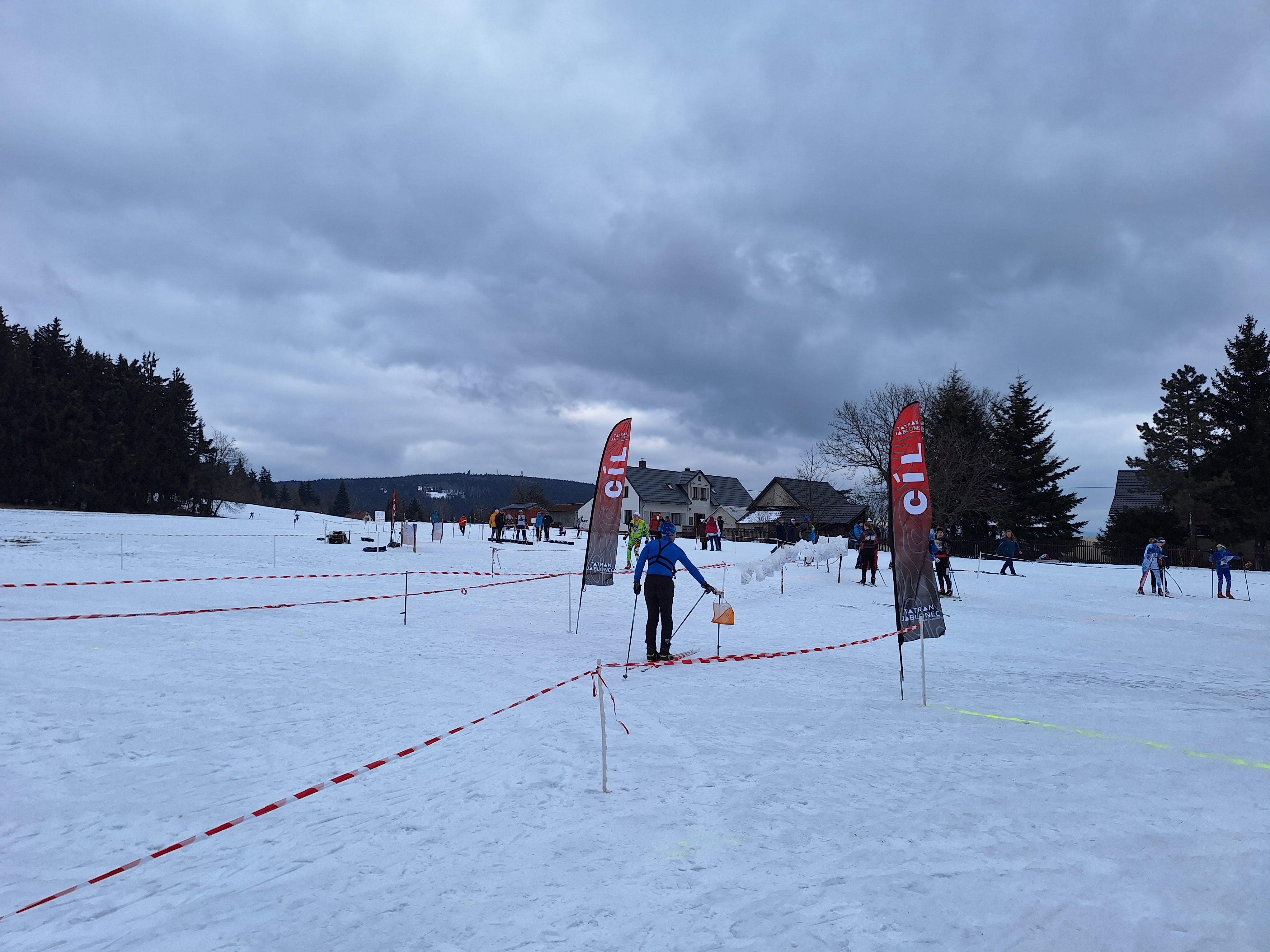
Prostor cíle

| Datum závodu   | 2. 2. 2025      |  | Místo konání    | Pěnčín • centrum |  | Pořadatel       | OOB TJ Tatran Jablonec n. N. |
| Ředitel závodu | Radovan Kunc    |  | Hlavní rozhodčí | Dušan Novotný    |  | Stavitel tratí  | Josef Nagy                   |
| Název mapy     | Maršovický vrch |  | Web závodu      |                  |  | Výsledky závodu | ORIS                         |

| Zkrácené výsledky | Zkrácené výsledky    | Zkrácené výsledky                    | Zkrácené výsledky | Zkrácené výsledky | Zkrácené výsledky | Zkrácené výsledky   | Zkrácené výsledky            | Zkrácené výsledky | Zkrácené výsledky |
| Pořadí            | H21 - muži           | H21 - muži                           | H21 - muži        | H21 - muži        | Pořadí            | D21 - ženy          | D21 - ženy                   | D21 - ženy        | D21 - ženy        |
| ----------------- | -------------------- | ------------------------------------ | ----------------- | ----------------- | ----------------- | ------------------- | ---------------------------- | ----------------- | ----------------- |
| Zlatá medaile     | Marek Štěrba         | TJ Slovan Karlovy Vary               | 33:49             |                   | Zlatá medaile     | Tereza Pecková      | Slavia Liberec orienteering  | 40:42             |                   |
| Stříbrná medaile  | Kryštof Průša        | KOB Dobřichovice                     | 34:12             | +0:23             | Stříbrná medaile  | Anežka Hlaváčová    | KOS TJ Tesla Brno            | 42:11             | +1:29             |
| Bronzová medaile  | Radek Peňáz          | Sportovní klub ve Vrbně pod Pradědem | 35:11             | +1:22             | Bronzová medaile  | Kristýna Kolínová   | Oddíl OB Kotlářka            | 42:23             | +1:41             |
| 4                 | Petr Horvát          | SK Severka Šumperk                   | 35:13             | +1:24             | 4                 | Michaela Srbová     | OK Lokomotiva Pardubice      | 43:41             | +2:59             |
| 5                 | Vojtěch Peňáz        | Sportovní klub ve Vrbně pod Pradědem | 35:51             | +2:02             | 5                 | Johanka Šimková     | SOB Olomouc (Slávia Olomouc) | 45:26             | +4:44             |
| 6                 | Matyáš Zakouřil      | USK Praha                            | 37:11             | +3:22             | 6                 | Marie Bartošová     | MLOK Mariánské Lázně         | 46:24             | +5:42             |
| 7                 | Marek Hasman         | KOS Slavia Plzeň                     | 37:17             | +3:28             | 7                 | Kateřina Havelíková | VSS Přírodověda Praha        | 46:32             | +5:50             |
| 8                 | Jan Grundmann        | OK Lokomotiva Pardubice              | 38:22             | +4:33             | 8                 | Lenka Voštová       | OK Slavia Hradec Králové     | 47:33             | +6:51             |
| 9                 | Jan Hašek            | KOS Slavia Plzeň                     | 40:36             | +6:47             | 9                 | Markéta Kodejšová   | USK Praha                    | 48:55             | +8:13             |
| 10                | Radek Laciga         | TJ Slovan Zdravotník Praha           | 41:21             | +7:32             | 10                | Anna Čechmánková    | VSS Přírodověda Praha        | 54:00             | +13:18            |
| Pořadí            | H20 - junioři        | H20 - junioři                        | H20 - junioři     | H20 - junioři     | Pořadí            | D20 - juniorky      | D20 - juniorky               | D20 - juniorky    | D20 - juniorky    |
| Zlatá medaile     | Filip Mairich        | Team Jizerky                         | 32:11             |                   | Zlatá medaile     | Sheila Havrdová     | Sportcentrum Jičín           | 43:14             |                   |
| Stříbrná medaile  | David Daniel Elleder | USK Praha                            | 34:20             | +2:09             | Stříbrná medaile  | Eva Baldrianová     | USK Praha                    | 43:30             | +0:16             |
| Bronzová medaile  | Vilém Štrait         | USK Praha                            | 37:15             | +5:04             | Bronzová medaile  | Lucie Hlaváčová     | KOS TJ Tesla Brno            | 43:32             | +0:18             |
| Pořadí            | H17 - dorostenci     | H17 - dorostenci                     | H17 - dorostenci  | H17 - dorostenci  | Pořadí            | D17 - dorostenky    | D17 - dorostenky             | D17 - dorostenky  | D17 - dorostenky  |
| Zlatá medaile     | Marek Lesák          | OOB TJ Tatran Jablonec n. N.         | 36:48             |                   | Zlatá medaile     | Pavlína Salabová    | OK Jilemnice                 | 45:38             |                   |
| Stříbrná medaile  | Jáchym Šubrt         | USK Praha                            | 37:52             | +1:04             | Stříbrná medaile  | Selina Havrdová     | Sportcentrum Jičín           | 49:20             | +3:42             |
| Bronzová medaile  | Jan Skácel           | Slavia Liberec orienteering          | 39:45             | +2:57             | Bronzová medaile  | Pavlína Malečková   | USK Praha                    | 51:24             | +5:46             |

Souhrnné informace naleznete v článku Mistrovství České republiky v lyžařském orientačním běhu ve stíhacím závodě.